# Edie Tarves
Pour les articles homonymes, voir Tarves.
Edie Tarves (née le 17 janvier 1963 à Toronto), est une cavalière canadienne de sport équestre. Elle compétitionne lors deux évènements durant les Jeux olympiques d'été de 1984 de Los Angeles.